# Ondřej Balvín
Ondřej Balvín (* 20. září 1992 Ústí nad Labem) je český profesionální basketbalista hrající v japonské nejvyšší soutěži B.League za tým Gunma Crane Thunders.
V létě 2016 se zúčastnil Letní ligy NBA v týmu Denver Nuggets.

## Kariéra
- 2009–2010 USK Praha
- 2010–2016 Baloncesto Sevilla (Liga ACB), Španělsko
- 2016 Denver Nuggets (Letní liga NBA), USA
- 2016-2017 FC Bayern Mnichov, Německo
- 2017-2019 Herbalife Gran Canaria, Španělsko
- 2019-2021 Bilbao Basket, Španělsko
- 2021 - Gunma Crane Thunders, Japonsko